# Protoperigea veterata
Protoperigea veterata är en fjärilsart som beskrevs av Smith 1894. Protoperigea veterata ingår i släktet Protoperigea och familjen nattflyn. Inga underarter finns listade i Catalogue of Life.